# 小滝橋通り

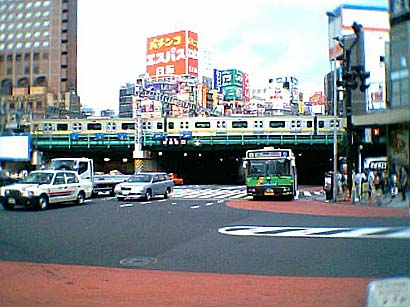
起点である新宿大ガード西交差点(小滝橋通りは左方向)

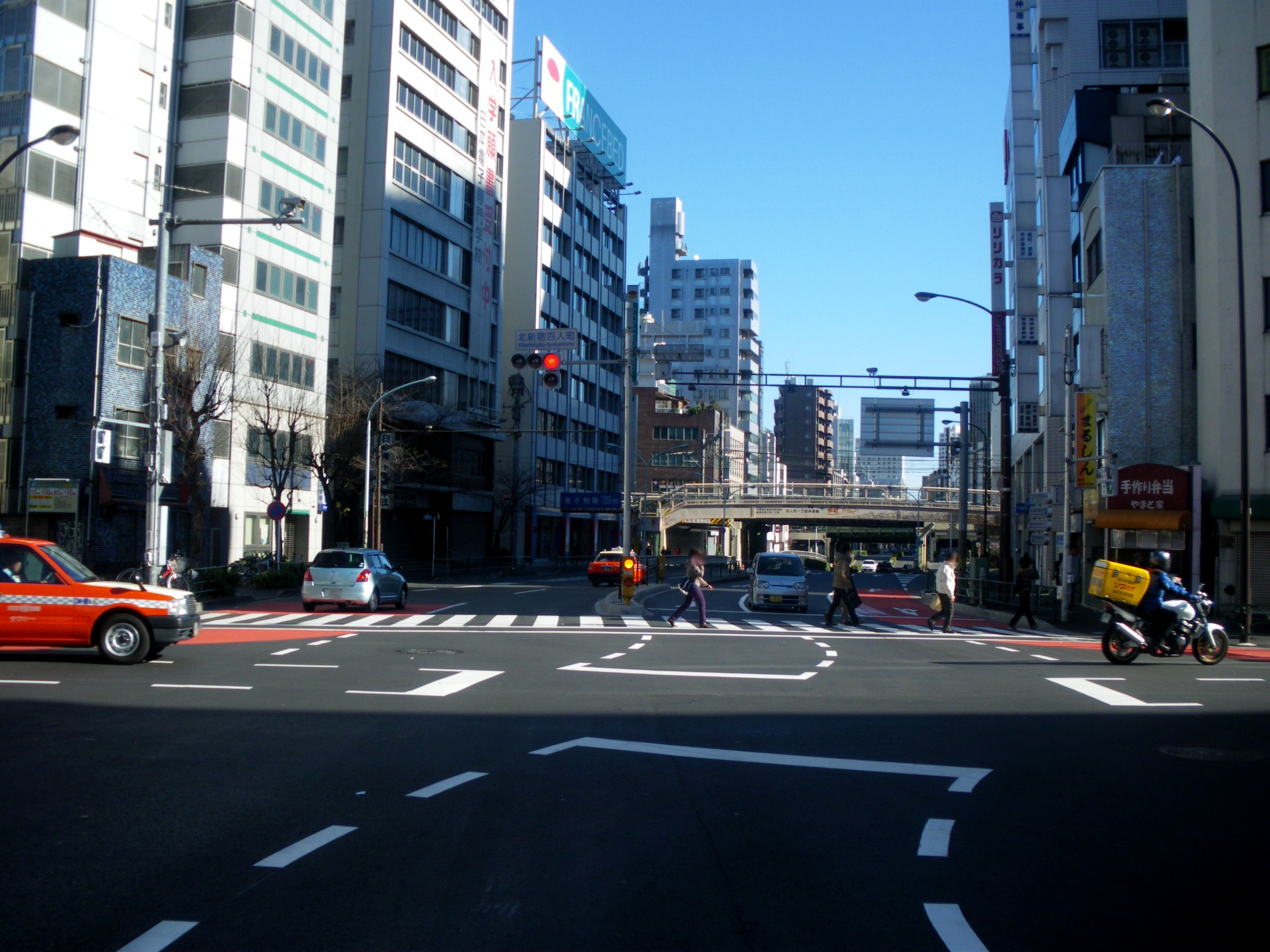
北新宿百人町交差点。職安通り（税務署通り）と交差する。(小滝橋通りは左右の方向)

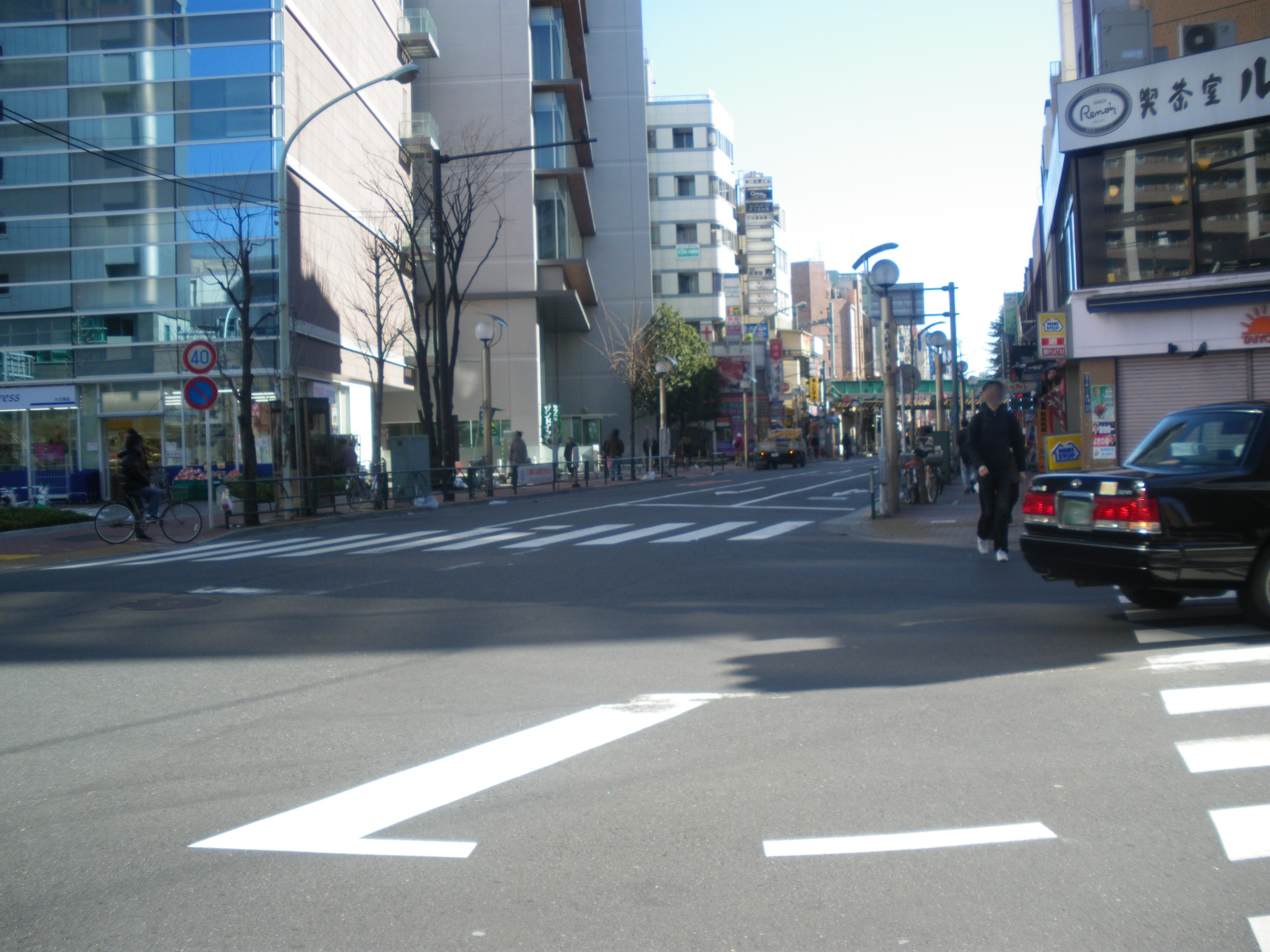
北新宿1丁目交差点。大久保通りと交差する。すぐそばに大久保駅がある。（写真奥）(小滝橋通りは左右の方向)

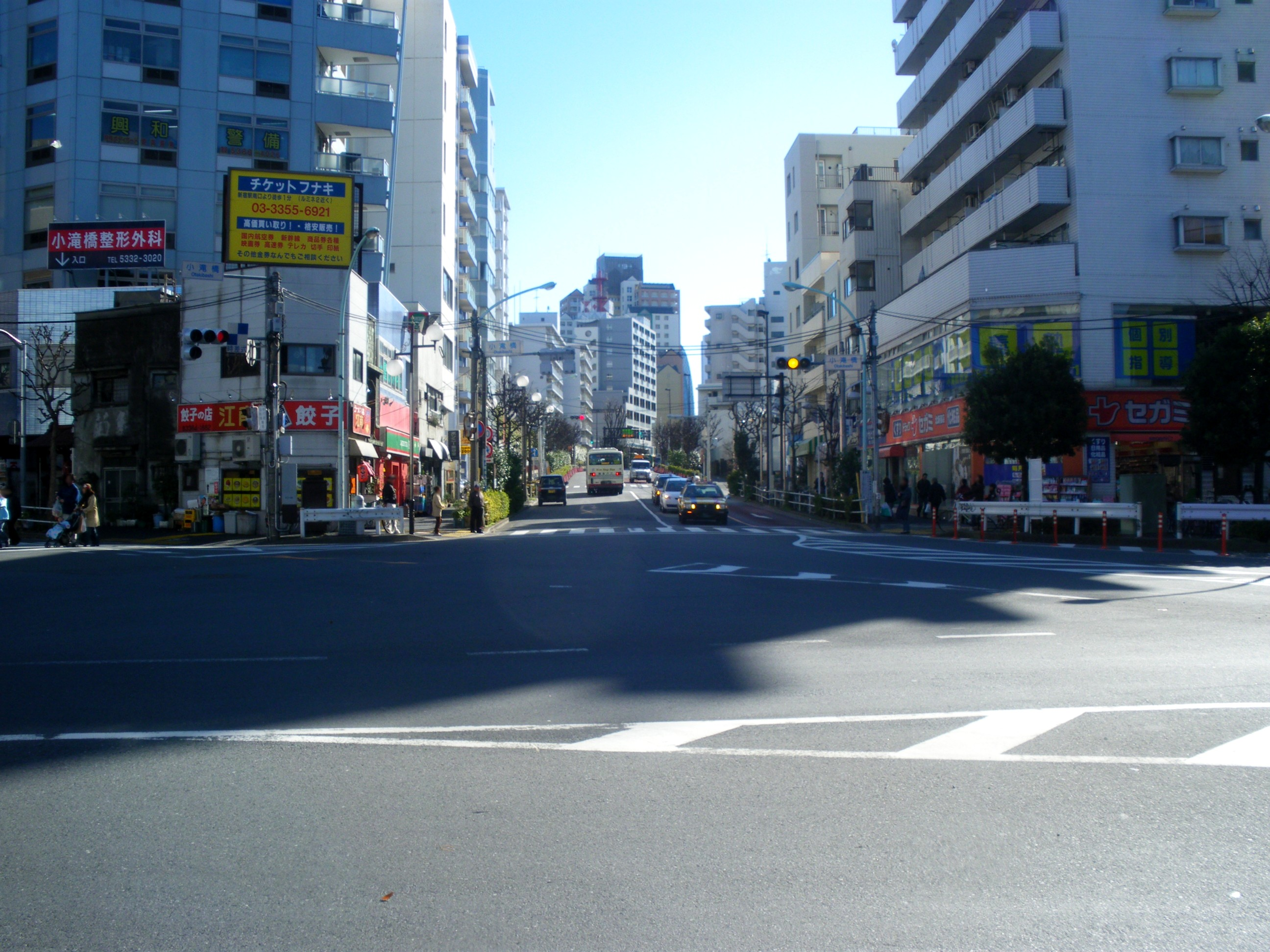
小滝橋交差点の様子。中央が小滝橋通り（新宿駅西口方面）で、左右に早稲田通り（左が高田馬場方面、右が落合方面）、斜め左方向に諏訪通り（諏訪町方面）

小滝橋通り（おたきばしどおり）は、東京都新宿区西部にある道路。全長1.9 kmの新宿区道で、全線新宿区内を走る。

## 起点・終点
- 起点 - 新宿大ガード西交差点（東京都新宿区西新宿七丁目）
- 終点 - 小滝橋交差点（東京都新宿区高田馬場四丁目）

## 交差する道路・鉄道
- 青梅街道（東京都道4号東京所沢線・東京都道5号新宿青梅線）、東京都道414号四谷角筈線 - 新宿大ガード西交差点
- 税務署通り（西側）・職安通り（東側）（東京都道302号新宿両国線支線）- 北新宿百人町交差点
- 大久保通り（東京都道433号神楽坂高円寺線） - 北新宿一丁目交差点
- JR中央線（高架）- （大久保駅-東中野駅間）
- 早稲田通り（東京都道25号飯田橋石神井新座線）、諏訪通り (都道25号支線) - 小滝橋交差点

起点の新宿西口大ガード西交差点付近は新宿駅周辺の繁華街にあたり人・車の往来が多い。

## 名前の由来
終点付近の神田川と早稲田通りに架かる「小滝橋」から。

## 道路の特徴
- 道路はおおむね片側一車線+停車帯
- 起点の新宿西口大ガード西交差点から北新宿百人町交差点付近までの道路下には都営大江戸線が通っており、沿道に新宿西口駅がある。

## 沿道施設など
- 新宿西口駅
- 新宿消防署
- 東京都中央卸売市場淀橋市場
- 大久保駅
- 西口大ガードから職安通りの間までの通り沿いと周辺には洋楽のコレクターズDVDやCD、中古レコードを扱う店舗が点在し1980年代半ばよりその数は東京一である。
- 同じく西口大ガードから職安通りの間まではラーメン店が軒を連ね、かつては新宿屈指のラーメン激戦区といわれた。2000年代に入り落ち着いたものの、2008年以降になって新規店舗の開業が相次いでいる。